# Homoeolabus analis
Espèce
Homoeolabus analis est une espèce d'insectes coléoptères appartenant à la famille des Anthribidae.
Le cigarier Homoeolabus analis est un charançon qui se trouve, entre autres, sur les châtaigniers. La femelle découpe les feuilles et les enroule comme un cigare pour y pondre ses œufs.
Son corps est rouge avec une tête noire et des pattes noires. Les élytres sont rouges avec stries longitudinales de petites pointes. Les adultes ont une longueur de près de 6 mm.